# Terzolas
Terzolas là một đô thị ở tỉnh Trento ở vùng Trentino-Alto Adige/Südtirol của Ý, tọa lạc cách 35 km về phía tây bắc của Trento. Tại thời điểm ngày 31 tháng 12 năm 2004, đô thị này có dân số 578 người và diện tích là 5,4 km².
Terzolas giáp các đô thị: Malè, Caldes và Cles.